# ریتبرگ
شهر ریتبرگ (به آلمانی: Rietberg) در ایالت نوردراین-وستفالن در کشور آلمان واقع شده‌است.